# Schlacht von Jemgum (1568)
Westeuropa

Oosterweel – Dahlen – Heiligerlee – Jemgum – Jodoigne – Le Quesnoy – Brielle – Mons – Goes – 1. Mechelen – Naarden – Middelburg – Haarlem – Alkmaar – Geertruidenberg – Leiden – Delft – Valkenburg – Mooker Heide – Schoonhoven – Zierikzee – 1. Antwerpen – Gembloux – Rijmenam – 1. Deventer – Borgerhout – 1. Maastricht – 2. Mechelen – 1. Steenwijk – Kollum – 1. Breda – Noordhorn – Niezijl – Lochem – Lier – Eindhoven – Steenbergen – Ghent – Aalst – 2. Antwerpen – IJsseloord – Empel – Boksum – 1. Grave – 1. Venlo – Axel – Neuss – 1. Rheinberg – Zutphen – 1. Sluis – 1. Bergen-op-Zoom – 2. Geertruidenberg – 2. Breda – 2. Zutphen – 2. Deventer – Delfzijl – Knodsenburg – 1. Hulst – Nijmegen – Rouen – Caudebec – 2. Steenwijk – 1. Coevorden – 3. Geertruidenberg – 2. Coevorden – Groningen – Huy – 1. Groenlo – Lippe – Calais – 2. Hulst – Turnhout – 2. Rheinberg – 1. Moers – 2. Groenlo – Bredevoort – Enschede – Ootmarsum – 1. Oldenzaal – 1. Lingen – 1. Schenckenschans – Zaltbommel – Rees – San Andreas – Nieuwpoort – 3. Rheinberg – Ostende – 1. 's-Hertogenbosch – 2. Grave – Hoogstraten – 3. Sluis
Zwölfjähriger Friede

2. Lingen – 3. Groenlo – Aachen – Jülich – 2. Bergen op Zoom – Fleurus – 3. Breda – 2. Oldenzaal – 4. Groenlo – 2. 's-Hertogenbosch – Slaak – 2. Maastricht – Leuven – 2. Schenkenschans – 4. Breda – 2. Venlo – Kallo – 3. Hulst
Europäische Gewässer

Vlissingen – Borsele – Haarlemmermeer – Zuiderzee – Schelde – Lillo – Ponta Delgada – Bayona Islands – Golf von Almería – 1. Cadiz – Azoren – Straße von Dover – 2. Sluis – 1. Kap St. Vincent – 1. Gibraltar – 2. Gibraltar – 2. Cadiz – Lizard Point – Dünkirchen – Calais – Downs – 2. Kap St. Vincent – 2. St. Martin
Amerika

Bahia – Matanzas – St. Martin – San Juan – Abrolhos – Pernambuco – Südchile
Ostindien

Playa Honda – 1. San Salvador – 2. San Salvador – La Naval de Manila – Puerto de Cavite
Die zweite Schlacht von Jemgum (niederländisch Slag bij Jemmingen) wurde im Jahr 1568 im Rahmen des niederländischen Freiheitskrieges ausgetragen. Nach der Schlacht von Heiligerlee konnten die Geusen unter Ludwig von Nassau die Stadt Groningen nicht einnehmen. Ludwig wurde von Fernando Álvarez de Toledo, Herzog von Alba, bis nach Ostfriesland verfolgt und letztlich bei Jemgum am 21. Juli 1568 besiegt.

## Verlauf
Die spanische Armee bestand aus 12.000 Infanteristen (4 Tercios), einer Kavallerie mit einer Stärke von 3.000 Mann und einigen Kanonen. Ludwig von Nassau trat ihnen mit einer Infanterie von 10.000 Mann (zwei Gruppen), einer kleinen Kavallerie und 16 Kanonen entgegen. Nach drei Stunden Grabenkrieg verließ die Armee Ludwigs ihre Gräben und rückte vor. Durch die spanische Kavallerie und Musketenfeuer eingeschüchtert, zogen sich die Rebellen in Richtung Ems zurück. Der Herzog von Alba verlor 100 Männer, Ludwig von Nassau dagegen 7.000. Herzog Alba ließ alle verwundeten Feinde töten. Ludwig selbst entkam über die Ems.
Dass die aufständischen Niederländer nach Ostfriesland geflohen waren, hatte für die Grafschaft schlimme Folgen. Albas Söldnerheer plünderte, brandschatzte und vergewaltigte drei Tage lang im Rheiderland. Nur Albas Söhne verhinderten, dass der grausame Herzog nach der Schlacht alle Frauen und Kinder aus Jemgum verbrennen ließ, die sich in ein örtliches Kloster geflüchtet hatten.
Anlässlich seines Triumphes ließ er sich im Hof der Zitadelle von Antwerpen ein Siegesmonument errichten, das jedoch bald nach seiner Abberufung zerstört wurde. Noch heute steht in Jemgum das Alba-Huus, in dem er sich einquartiert haben soll.

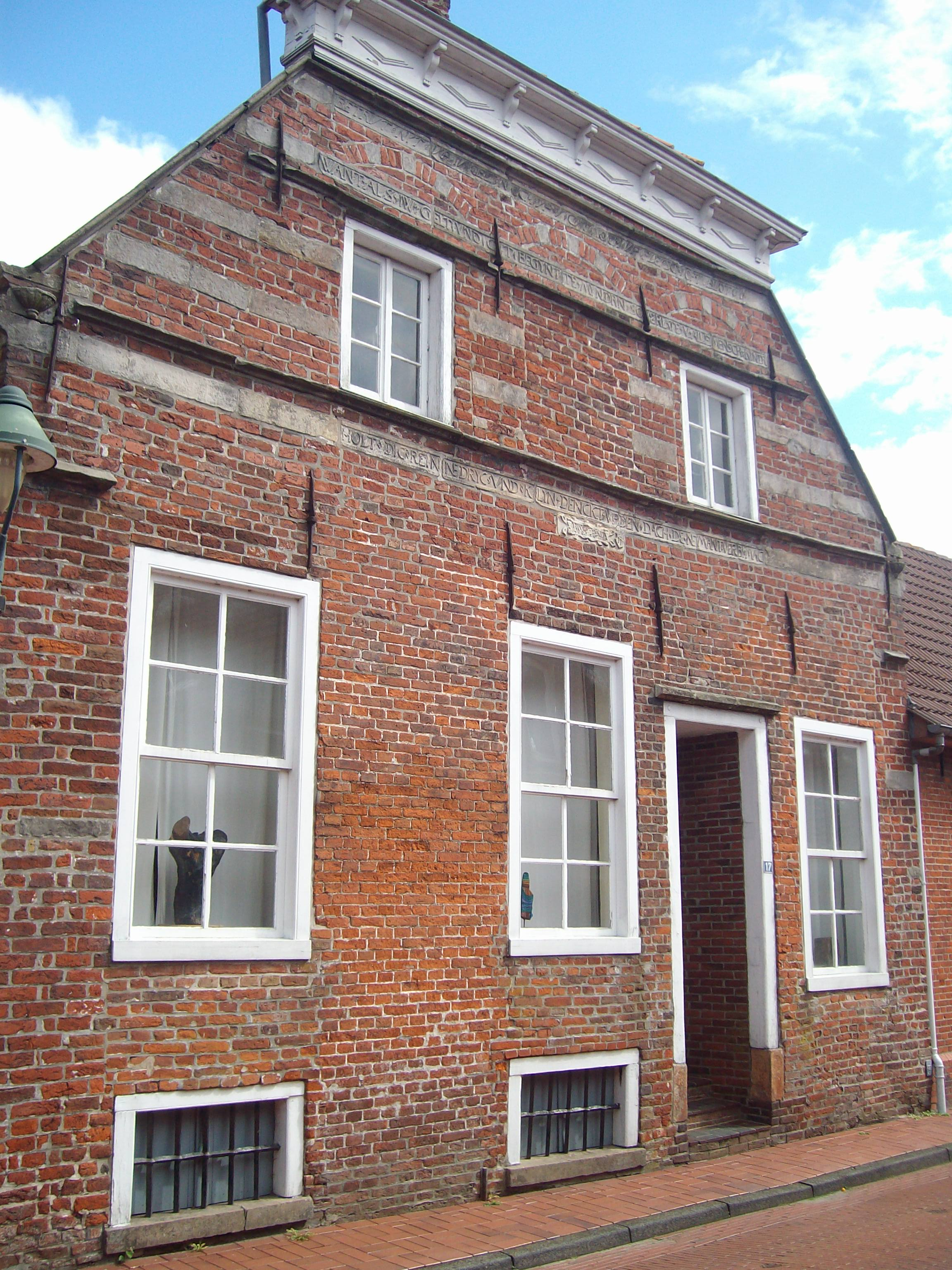
Alba-Huus
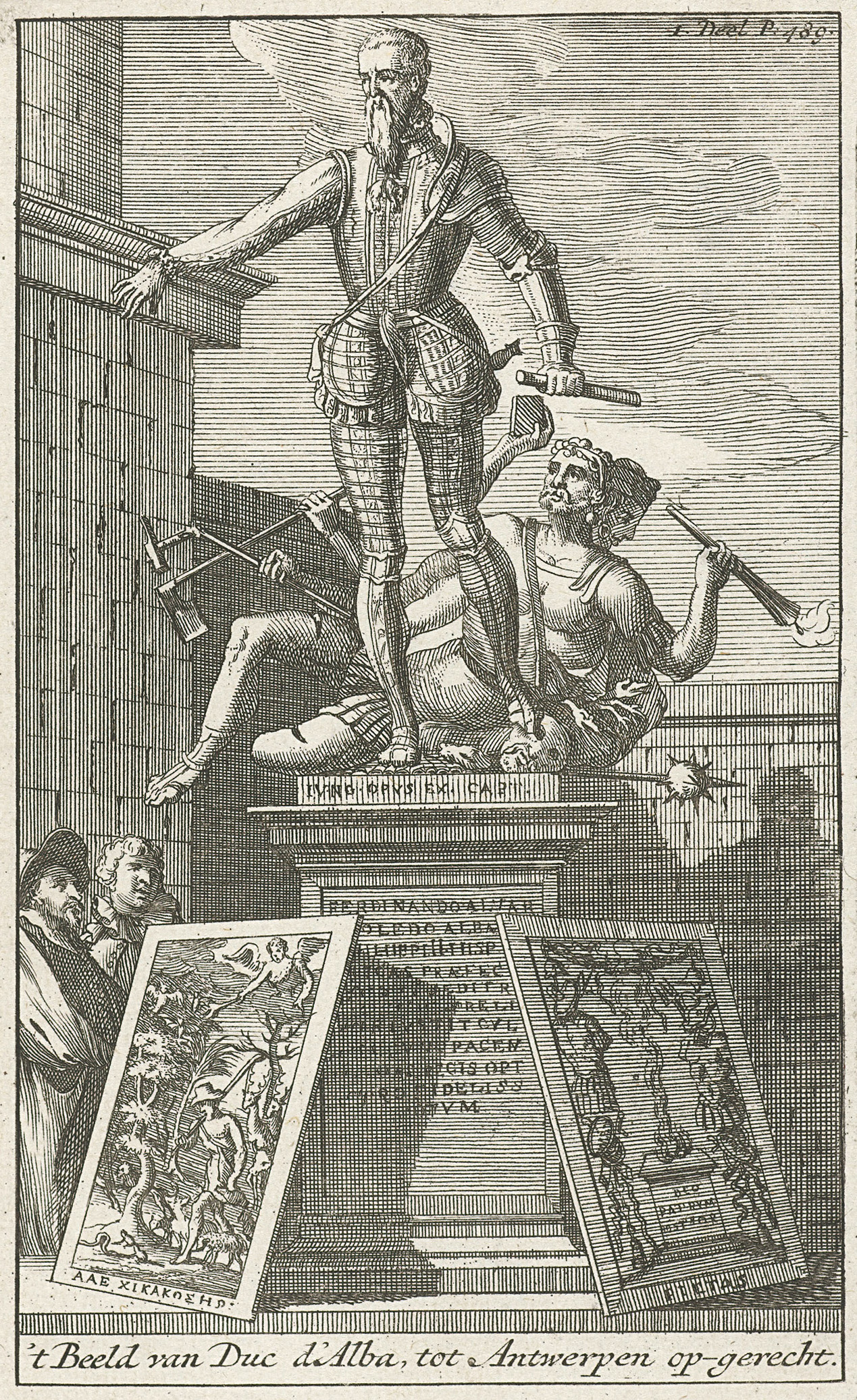
Standbild Herzog Albas

## Hinterlassenschaften
Während sich die Wälle früherer Schanzen im Gelände nicht erhalten haben, fanden sich als archäologische Reste der Schlacht menschliche Schädel im Umfeld von Jemgum. 1928 und 1930 wurden bei Nendorp drei Schädel gefunden. Im Heimatmuseum Weener befinden sich 7 Schädel und ein Teilschädel, die in einem Massengrab bei Nendorp gefunden wurden. Da ihr Fundort mehrere Kilometer nördlich von Jemgum auf dem westlichen Ufer der Ems lag, wird vermutet, dass es sich bei den Toten um niederländische Soldaten handelte, die von spanischen Reitern auf der Flucht hier erschlagen worden sind. Bei Nachuntersuchungen an der Fundstelle fanden sich zwei Münzen aus dem 15. und 16. Jahrhundert. Die jüngere Silbermünze lässt sich auf 1562 datieren. Die nähere Untersuchung eines Schädels ergab, dass die Verletzungen von einem Kriegsflegel stammten. Weitere Spuren am Schädel stammten von Schwertern und einer Hiebwaffe. Darüber hinaus ist der Tote enthauptet worden. Einige der gefundenen Schädel weisen Verletzungen von Morgensternen auf.